# Cigarreta

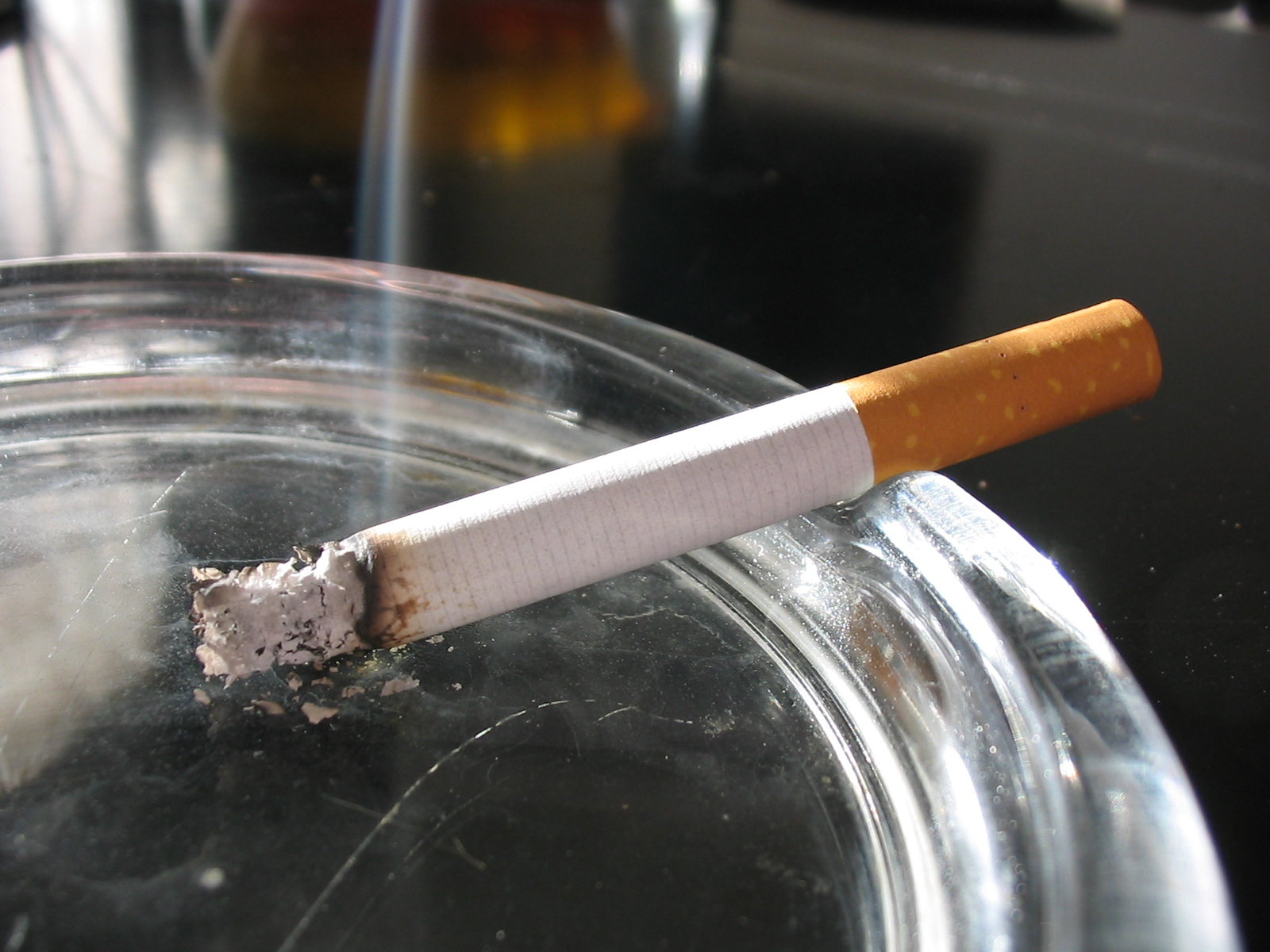
Un cigarret encès sobre un cendrer

Una cigarreta o cigarret és un petit farcell de picadura de fulles de tabac embolcallades per un full de paper (o tabac) en forma de cilindre, que ha esdevingut el format més popular utilitzat pels fumadors en l'hàbit del consum de tabac. Se'n poden adquirir amb filtre o sense, i existeixen varietats comercials que van des de les de baix contingut en nicotina i quitrà (light), a les mentolades o les de mides superiors a les considerades estàndard.
El consum de cigarrets és addictiu, i està provat que és carcinogènic i causant de malformacions als nounats fills de mares fumadores. El cap d'un cigarret, sobretot quan s'ha acabat, és una burilla.
Un cigarret es distingeix d'un cigar per la seva mida inferior (generalment menys de 120 mm de llargada i 10 mm de diàmetre), utilització de fulles processades, i embolcall de paper blanc. Els cigars, en canvi acostumen a ser fets de fulles senceres (sense picar) de tabac.

## Història
El tabac va arribar a la península Ibèrica des de les colònies castellanes d'Amèrica. Al principi es fumava en pipa i, amb el temps, caragolant-lo amb fulles seques en forma de cigar (un pur rudimentari). El cigarret va sorgir a Catalunya a principis del segle XVIII gràcies a la invenció del paper de fumar, un paper fabricat especialment per a caragolar tabac en forma de petit cigar. El seu ús s'estendria a les Amèriques ràpidament. Durant l'època napoleònica, les tropes franceses, que s'havien aficionat a fumar, van portar l'hàbit arreu d'Europa, on el tabac pràcticament no es coneixia. Una de les marques de paper de fumar més famoses que naixerien a la província de Barcelona va ser El Pino, de la família Miquel, que el 1924 es convertiria en Smoking. Els francesos usarien el nom de cigarette, que faria fortuna i que deriva de cigar, mot del maia siyar. En castellà arrelaria cigarro i en català cigarreta.
En un principi, el paper de fumar es venia en rotlles o en carteretes on els fulls estaven apilats. El consumidor solia tallar el paper a la mida desitjada. El 1894 els germans Braunstein, originaris d'Alemanya i establerts a Barcelona, van inventar un aparell que apilava els fulls de forma intercalada i amb una mida estàndard. Seria el naixement del típic llibret de paper de fumar, en el qual s'agafa un full i al moment n'apareix un altre. La cigarreta continuaria evolucionant gràcies a processos de fabricació més moderns, fins a adquirir la forma actual. La Primera Guerra Mundial consolidaria, malauradament, el seu consum en tota la societat civil del món occidental.

## Actualitat
Les principals empreses que comercialitzen les marques més venudes de cigarrets són, entre d'altres, Altadis, British American Tobacco, American Tobacco Company i Philip Morris.
El consum de cigarrets causa dependència a la nicotina i afecta de forma negativa la salut, causant càncer (especialment de pulmó) i diverses malalties coronàries relacionades amb les vies respiratòries i l'aparell circulatori.
El 17 de desembre de 2004, Bhutan es va convertir en el primer país del món en prohibir la venda i consum de cigarrets. Els seus habitants poden importar-ne per al seu ús personal, tot pagant un impost del 100%, i poden fumar-ne només en la intimitat de les seves llars.

## Publicitat
A molts països del món ha estat prohibida la publicitat del tabac (incloent-hi els cigarrets), i l'esponsorització d'activitats esportives per part de marques de tabac. La prohibició a la Unió Europea l'any 2005 va empènyer els responsables de la Fórmula 1 cap a la promoció de curses a països que permeten els equips patrocinats per marques de cigarrets. L'any 2007, només l'escuderia Ferrari està patrocinada per una marca de cigarrets.

## Substàncies constituents
Un cigarret conté partícules de nicotina, un alcaloide addictiu i tòxic provenint de les fulles de les espècies del gènere de plantes Nicotiana (sobretot la planta del tabac o Nicotiana tabacum), que pot produir alteracions en l'aparell circulatori i respiratori, entre d'altres.
A part de la nicotina, el tabac conté més de 19 agents químics carcinògens coneguts (la majoria es coneixen col·lectivament com quitrans) i més de 4.000 altres químics, substàncies irritants i monòxid de carboni. Els compostos tòxics més importants són:
- Gasos: monòxid de carboni, àcid cianhídric, òxid de dinitrogen, nitrosamines, formaldehid.
- Partícules: nicotina i quitrà (hidrocarburs aromàtics policíclics, nitrosamines derivades de la nicotina, beta naftalamina, metalls com níquel, arsènic i cadmi).

## Efectes en l'organisme
Efectes farmacològics de la nicotina:
- Efectes estimulants i depressius sobre el cos.
- Estimula el sistema nerviós (tremolors, convulsions).
- Estimula el sistema simpàtic: augmenten els nivells circulants de catecolamines (A i NA); augmenta la freqüència cardíaca (10 i 20 batecs x minut); augmenta la pressió arterial (5 i 10mm Hg); augmenten els nivells circulants d'àcids grassos lliures i colesterol; vasoconstricció cutània; disminueix la producció d'insulina pel pàncrees augmentant el nivell de glucosa en sang.
- Incrementa l'agregació plaquetària (coalls sanguinis).
- Incrementa l'activitat intestinal, la saliva i les secrecions bronquials.

Efectes psicològics de la dependència a la nicotina:
- Eufòria.
- Estimula temporalment la memòria.
- Millora el rendiment.
- Estimulació de l'ànim.
- Suprimeix la gana.
- Disminució de l'ansietat.

Malalties pulmonars relacionades amb el tabac:
- Infeccions respiratòries. El tabac destrueix els cilis de l'epiteli respiratori, de manera que l'organisme per a contrarestar la pèrdua, estimula la proliferació de cèl·lules caliciformes. Aquestes secretaran massa moc que acabarà sent un brou de cultiu de microorganismes.
- MPOC (malaltia pulmonar obstructiva crònica). Els bronquis es troben obstruïts i, per tant, el seu calibre és menor, per això costa respirar. No es cura. Tipus de MPOC: bronquitis crònica, i enfisema pulmonar.
- Càncer broncogènic.. Es dona als pulmons i és causat pel tabac principalment i per altres com marihuana, gens, alimentació gasos radioactius, etc. Els símptomes són: tos, dolor pectoral, ronquera, aprimament, esput amb sang, dificultat respiratòria, infeccions recurrents (bronquitis, pneumònia)... Si hi ha metàstasi hi haurà altres símptomes: dolor ossi, debilitat de les extremitats, mareigs, icterícia i adenopaties. Es pot diagnosticar per imatge (Rx, PET...), citologia d'esput, biòpsies, broncoscòpia, etc. N'hi ha de diferents tipus.
- Malalties intesticials